# شیمیایی اسرائیل
شیمیایی اسرائیل شرکت بین‌المللی است که مرکز اصلی آن در اسرائیل قرار دارد و به تولید برم، فسفات، منیزیم، پتاس و افزودنی های غذایی می پردازد.